# Kunigunda van Bronckhorst
Kunegunda van Bronckhorst was een dochter van Gijsbert VI van Bronckhorst en Heilwig van Teckelenburg. 

Zij trouwde in 1422 Jan II de Roever van Montfoort ridder en 7e burggraaf van Montfoort, heer van Purmerend, Linschoten, Weer en Hekkendorp (1382 – 16 januari 1448) daarnaast was hij dijkgraaf en raad van Jacoba van Beieren. Hij was een zoon van Hendrik III van Montfoort en Oda van Polanen.
Uit hun huwelijk zijn geboren:
- Hendrik IV van Montfoort (1414 - 1459) was de 8e burggraaf van Montfoort, vrijheer van Zuid-Polsbroek, heer van Purmerend-Purmerland, Linschoten, Hekensdorp en Wulverhorst, dijkgraaf van Lopikkerwaard, baljuw van Woerden en baljuw van Rijnland.
- Oda de Roever van Montfoort (geboren ca. 1416) zij trouwde met Jacob van Zuylen van Nyevelt heer van Nyevelt en Hoevelaken. Hij was de zoon van Steven van Zuylen van Nyevelt, heer van Nyevelt en Hoevelaken, Bylevelt en Nederhorst en Elizabeth van Ooy de dochter van Gerrit van Ooy ridder en heer van Ooy en Elizabeth van Renesse.
Uit het huwelijk van Jacob van Zuylen en Oda van Montfoort zijn de volgende kinderen geboren:
  - Jan van Zuylen van Nyevelt
  - Hendrik van Zuylen van Nyevelt

Jacob werd op 19 Februarij 1469 in de ridderschap van Utrecht opgenomen, was lid van den bisschoppelijken raad, en 1447 gouverneur van Stoutenburg, en maarschalk van Amersfoort en Eemland. Hij werd in 1467 tot eerste scheidsman in de geschillen tussen de bisschop en de steden Amersfoort en Bunschoten gekozen en omhelsde in 1470 de partij van Jonker Frans van Brederode, hoofd van de Hoekschen tegen de bisschop van Utrecht, David van Bourgondië en ontkwam met veel moeite aan de vervolgingen van dezen, die zich reeds van Reinoud van Brederode en Jan van Amerongen hadden meester gemaakt.